# José Menino
José Menino é um bairro da cidade de Santos, São Paulo.
José Honório Bueno era um lavrador proprietário de terras entre São Vicente e o Canal 2, chamado de José Menino por ser uma pessoa muito brincalhona e com espírito de moleque. Seu nome acabou por batizar a região.[carece de fontes?]
Um dos destaques do Bairro é o Orquidário, um parque zoobotânico de 22.240 metros quadrados, onde se pode entrar em contato com a fauna e flora da Mata Atlântica. Outro destaque do bairro é o tradicional Santos Athletic Club, mais conhecido como o "Clube dos ingleses", que foi fundado em 1889.
Outro destaque é o Templo da Paróquia Anglicana de Todos os Santos All Saints´Church (1918) - construído em estilo neogótico inglês, com vitrais dos patronos das Ilhas Britânicas, além de sua arquitetura única no Estado de São Paulo, é um lugar convidativo para oração e contemplação, lugar predileto no roteiro de turismo religioso. Está, deste 2008, em processo de tombamento como Patrimônio Histórico do Município de Santos e do Estado de São Paulo.